# Simon Thompson
Simon Thompson (* 20. Jahrhundert) ist ein Hairstylist, der für seine künstlerische Leistung eine Oscar- und BAFTA-Award-Nominierung erhielt.

## Karriere
Thompsons Karriere begann 1972 noch vor der Kamera, als er eine Nebenrolle in einer Fernsehserie erhielt. Nach seinem Engagement vor der Kamera wechselte er die Seiten und begann, als Hairstylist zu arbeiten. Bei der Oscarverleihung 1998 erhielt er gemeinsam mit Greg Cannom und Tina Earnshaw eine Nominierung in der Kategorie Bestes Make-up und Beste Frisuren. Seit dem Jahr 2005 und mit Abschluss seiner künstlerischen Tätigkeit in dem Film The Dark wirkte Simon Thompson nicht mehr an einem Filmprojekt mit.

## Filmografie (Auswahl)

### Schauspieler
- 1972: Follyfoot (Fernsehserie, eine Episode)
- 1973: Paganini Strikes Again
- 1974: CBS Children’s Film Festival
- 1979: The Dick Francis Thriller: The Racing Game (Fernsehserie, eine Episode)

### Hairstylist
- 1978: Die Schlemmer-Orgie (Who Is Killing the Great Chefs of Europe?)
- 1978: Der große Grieche (The Greek Tycoon)
- 1981: Die Geliebte des französischen Leutnants (The French Lieutenant’s Woman)
- 1986: Shanghai Surprise
- 1996: Emma (Jane Austens Emma)
- 1997: Titanic
- 1998: Sie liebt ihn – sie liebt ihn nicht (Sliding Doors)
- 2001: The Hole
- 2002: Nicholas Nickleby
- 2004: De-Lovely – Die Cole Porter Story (De-Lovely)
- 2005: Mythos Ägypten (Mini-Serie, eine Episode)
- 2005: The Dark